# Savas-Mépin
Savas-Mépin là một xã thuộc tỉnh Isère trong vùng Rhône-Alpes đông nam nước Pháp. Xã này nằm ở khu vực có độ cao trung bình 315 mét trên mực nước biển. Theo điều tra dân số năm 2004 của INSEE có dân số là 797 người.